# Jordi Alba
Jordi Alba Ramos (pron. catalana: [ˈʒɔr.di ˈaɫ.βə]; L'Hospitalet de Llobregat, 21 marzo 1989) è un calciatore spagnolo, difensore dell'Inter Miami. Con la nazionale spagnola è diventato campione d'Europa nel 2012 e ha vinto la UEFA Nations League 2022-2023.
Ha legato la sua carriera principalmente al Valencia e al Barcellona. Con i catalani ha vinto tra il resto sei campionati spagnoli, la UEFA Champions League 2014-2015, la Supercoppa UEFA 2015 e il Mondiale per Club FIFA 2015. Con l'Inter Miami ha vinto la Leagues Cup 2023.
Convocato nella Nazionale spagnola dal 2011 al 2023, ha vinto l'Europeo 2012 e la UEFA Nations League 2022-2023.

## Caratteristiche tecniche
Considerato uno dei migliori terzini sinistri della sua generazione, la miglior qualità di Alba, esterno difensivo mancino, è la velocità. È inoltre molto resistente, dote che gli permette di correre costantemente sulla fascia, oltre che di essere bravo sia nella fase difensiva che in quella offensiva.

## Carriera

### Club

#### Gli inizi
Prodotto della cantera blaugrana, calcisticamente nasce quindi nel Barcellona, dove rimane fino a sedici anni, quando viene mandato in prestito al Cornellà. Il suo ruolo era quello di trequartista. Date le ottime prestazioni viene però notato dal Valencia che, a diciotto anni, lo acquista dal Barcellona. Nel Valencia gioca inizialmente per la seconda squadra, contribuendo a una promozione in Segunda División B.
Nell'estate del 2008 passa, con la formula del prestito, al Gimnàstic di Tarragona, per sperare in una convocazione nella nazionale spagnola Under-21.

#### Ritorno al Valencia

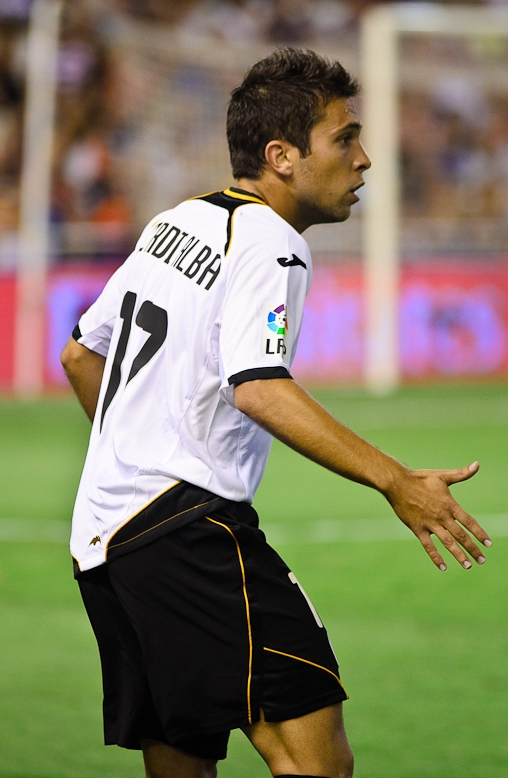
Jordi Alba con la maglia del Valencia

Scaduto il prestito nel 2009, torna a Valencia, incontra Unai Emery che, dopo ottime prestazioni nel precampionato, si convince a convocarlo definitivamente in prima squadra nella stagione 2009-2010. Fa il suo debutto il 13 settembre 2009 contro il Real Valladolid. Cresce partita dopo partita e in particolare nella stagione 2011-2012 avviene la sua trasformazione in giocatore polivalente sia terzino sinistro ma anche laterale offensivo cercando di ovviare alla mancanza di talento dalla cintola in su della squadra valenciana dopo la cessione in estate del trequartista Juan Manuel Mata.
Da segnalare il suo primo gol con il club, che viene realizzato l'11 aprile 2010 contro il Maiorca, in una partita poi persa per 3-2.

#### Ritorno al Barcellona
Il 28 giugno 2012 fa ritorno ufficialmente al Barcellona che lo acquista per 14 milioni di euro con un contratto per cinque stagioni con una clausola di rescissione fissata per la cifra di 90 milioni di euro. Il suo debutto avviene il 19 agosto 2012 nella prima partita stagionale contro la Real Sociedad. Dà il suo contributo con un'ottima stagione, arrivando alle semifinali di Copa del Rey e alla semifinale di Champions dove è da segnalare che negli ottavi di finale, nei minuti di recupero di Barcellona - Milan del 12 marzo 2013 realizza il gol del definitivo 4-0, chiudendo la partita a favore della qualificazione dei catalani ai quarti di finale della UEFA Champions League 2012-2013. Ottiene però soprattutto il titolo nazionale con 3 giornate di anticipo, il primo in carriera per il giocatore.
Il 28 agosto 2013 vince il suo secondo trofeo della carriera, ovvero la Supercoppa di Spagna in finale contro l'Atletico Madrid. Il 14 settembre 2013 subisce un infortunio alla fibra muscolare che lo lascerà fuori dai campi per poco più di due mesi. Torna a giocare il 6 dicembre 2013 nella Coppa del Re nella partita Cartagena-Barcellona 1-4. Il 2 giugno 2015 rinnova il suo contratto con il Barcellona in scadenza nel 2017 fino al 30 giugno 2019, con una clausola rescissoria di 150 milioni di euro.
Nella stagione 2014-2015 conquista il prestigioso triplete, trionfando con i colori blaugrana in tutte le tre competizioni stagionali. Il 17 maggio 2015, grazie alla vittoria esterna contro l'Athlétic Madrid, conquista il suo secondo campionato spagnolo, il 30 maggio vince la sua prima Coppa del Re, grazie al 3-1 contro l'Athletic Bilbao, mentre il 6 giugno 2015 conquista la Champions League, giocando da titolare nella finale vinta per 3-1 contro la Juventus.
Il 24 maggio 2023 annuncia l'addio al club blaugrana dopo 11 anni e 19 trofei.

#### L’esperienza all’Inter Miami
Il 20 luglio dello stesso anno viene ingaggiato dall’Inter Miami fino al dicembre del 2024 con opzione per il 2025; a Miami ritrova Lionel Messi e Sergio Busquets, suoi compagni per tanti anni al Barcellona, e l’allenatore Gerardo Martino.

### Nazionale
Il 28 gennaio 2012 viene convocato da Vicente del Bosque per l'ultimo ritiro della nazionale spagnola prima degli Europei di calcio 2012. Durante l'Europeo viene utilizzato costantemente, giocando da titolare e mettendo a segno il suo primo gol con la maglia della nazionale spagnola nella finale di Euro 2012 contro l'Italia, partita vinta dagli spagnoli 4-0. Alla conclusione della rassegna viene nominato nella squadra ideale dell'Europeo, segnalandosi definitivamente come uno dei giocatori rivelazione della stagione.
Convocato per gli Europei 2016 in Francia, scende in campo in occasioni di tutte e quattro le partite giocate dalla nazionale spagnola. Il 21 maggio 2018 viene incluso dal commissario tecnico della Spagna Lopetegui nella lista dei convocati per il Mondiale di Russia 2018, che per la nazionale spagnola si conclude allo stadio degli ottavi di finale, nei quali viene sconfitta ai rigori dai padroni di casa della Russia.
In seguito diventa il vice-capitano di Sergio Busquets e viene convocato per l'Europeo 2020. Al suo terzo Europe con la nazionale iberica, riesce ad arrivare alle semifinale, dove viene sconfitta dai futuri campioni dell'Italia. Nella competizione, per due volte, a causa dell'assenza di Bosquets dal primo minuto, indossa la fascia di capitano.
E' costretto a saltare la fase finale della Nations League per un infortunio.
Viene convocato per Qatar 2022. Il suo terzo mondiale con La Selección termina con l'eliminazione agli ottavi di finale.
Con il ritiro dalla nazionale di Sergio Busquets diventa il nuovo capitano.
Convocato per la fase finale della Nations League nei Paesi Bassi, gioca tutti i minuti sia della semifinale contro l'Italia che nella vittoriosa finale vinta ai rigori contro la Croazia a Rotterdam, dove al termine della partita alza la coppa da capitano prima di annunciare il suo ritiro dalla nazionale due mesi più tardi.

## Statistiche

### Presenze e reti nei club
Statistiche aggiornate al 17 agosto 2025
| Stagione           | Squadra            | Campionato         | Campionato | Campionato | Coppa nazionale | Coppa nazionale | Coppa nazionale | Coppe continentali | Coppe continentali | Coppe continentali | Altre coppe | Altre coppe | Altre coppe | Totale | Totale |
| Stagione           | Squadra            | Comp               | Pres       | Reti       | Comp            | Pres            | Reti            | Comp               | Pres               | Reti               | Comp        | Pres        | Reti        | Pres   | Reti   |
| ------------------ | ------------------ | ------------------ | ---------- | ---------- | --------------- | --------------- | --------------- | ------------------ | ------------------ | ------------------ | ----------- | ----------- | ----------- | ------ | ------ |
| 2006-2007          | UE Cornellà        | PC                 | 15         | 3          | -               | -               | -               | -                  | -                  | -                  | -           | -           | -           | 15     | 3      |
| 2007-2008          | Mestalla           | TD                 | 18         | 5          | -               | -               | -               | -                  | -                  | -                  | -           | -           | -           | 18     | 5      |
| 2008-2009          | Gimnàstic          | SD                 | 35         | 4          | CR              | 1               | 0               | -                  | -                  | -                  | -           | -           | -           | 36     | 4      |
| 2009-2010          | Valencia           | PD                 | 15         | 1          | CR              | 2               | 0               | UEL                | 9                  | 0                  | -           | -           | -           | 26     | 1      |
| 2010-2011          | Valencia           | PD                 | 27         | 2          | CR              | 4               | 0               | UCL                | 3                  | 0                  | -           | -           | -           | 34     | 2      |
| 2011-2012          | Valencia           | PD                 | 32         | 2          | CR              | 8               | 0               | UCL+UEL            | 4+6                | 0+1                | -           | -           | -           | 50     | 3      |
| Totale Valencia    | Totale Valencia    | Totale Valencia    | 74         | 5          |                 | 14              | 0               |                    | 22                 | 1                  |             | -           | -           | 110    | 6      |
| 2012-2013          | Barcellona         | PD                 | 29         | 2          | CR              | 4               | 1               | UCL                | 9                  | 2                  | SS          | 2           | 0           | 44     | 5      |
| 2013-2014          | Barcellona         | PD                 | 15         | 0          | CR              | 5               | 0               | UCL                | 4                  | 0                  | SS          | 2           | 0           | 26     | 0      |
| 2014-2015          | Barcellona         | PD                 | 27         | 1          | CR              | 6               | 1               | UCL                | 11                 | 0                  | -           | -           | -           | 44     | 2      |
| 2015-2016          | Barcellona         | PD                 | 31         | 0          | CR              | 3               | 1               | UCL                | 9                  | 0                  | SU+SS+Cmc   | 0+0+2       | 0           | 45     | 1      |
| 2016-2017          | Barcellona         | PD                 | 26         | 1          | CR              | 6               | 0               | UCL                | 6                  | 0                  | SS          | 1           | 0           | 39     | 1      |
| 2017-2018          | Barcellona         | PD                 | 33         | 2          | CR              | 5               | 1               | UCL                | 8                  | 0                  | SS          | 2           | 0           | 48     | 3      |
| 2018-2019          | Barcellona         | PD                 | 36         | 2          | CR              | 6               | 0               | UCL                | 11                 | 1                  | SS          | 1           | 0           | 54     | 3      |
| 2019-2020          | Barcellona         | PD                 | 27         | 2          | CR              | 3               | 0               | UCL                | 5                  | 0                  | SS          | 1           | 0           | 36     | 2      |
| 2020-2021          | Barcellona         | PD                 | 35         | 3          | CR              | 5               | 2               | UCL                | 7                  | 0                  | SS          | 2           | 0           | 49     | 5      |
| 2021-2022          | Barcellona         | PD                 | 30         | 2          | CR              | 2               | 0               | UCL+UEL            | 5+6                | 0+1                | SS          | 1           | 0           | 44     | 3      |
| 2022-2023          | Barcellona         | PD                 | 24         | 2          | CR              | 2               | 0               | UCL+UEL            | 2+1                | 0                  | SS          | 1           | 0           | 30     | 2      |
| Totale Barcellona  | Totale Barcellona  | Totale Barcellona  | 313        | 17         |                 | 47              | 6               |                    | 84                 | 4                  |             | 15          | 0           | 459    | 27     |
| lug.-dic. 2023     | Inter Miami        | MLS                | 7          | 1          | USOC            | 1               | 0               | -                  | -                  | -                  | LC          | 5           | 1           | 13     | 2      |
| 2024               | Inter Miami        | MLS                | 28+3       | 4+1        | -               | -               | -               | CCC                | 3                  | 0                  | LC          | 4           | 0           | 38     | 5      |
| 2025               | Inter Miami        | MLS                | 21         | 2          | -               | -               | -               | CCC                | 7                  | 1                  | Cdm+LC      | 3+3         | 0+1         | 34     | 4      |
| Totale Inter Miami | Totale Inter Miami | Totale Inter Miami | 56+3       | 7+1        |                 | 1               | 0               |                    | 10                 | 1                  |             | 15          | 2           | 85     | 11     |
| Totale carriera    | Totale carriera    | Totale carriera    | 511+3      | 41+1       |                 | 63              | 6               |                    | 116                | 6                  |             | 30          | 2           | 723    | 56     |

### Cronologia presenze e reti in nazionale
| Cronologia completa delle presenze e delle reti in nazionale ― Spagna | Cronologia completa delle presenze e delle reti in nazionale ― Spagna | Cronologia completa delle presenze e delle reti in nazionale ― Spagna | Cronologia completa delle presenze e delle reti in nazionale ― Spagna | Cronologia completa delle presenze e delle reti in nazionale ― Spagna | Cronologia completa delle presenze e delle reti in nazionale ― Spagna | Cronologia completa delle presenze e delle reti in nazionale ― Spagna | Cronologia completa delle presenze e delle reti in nazionale ― Spagna |
| Data                                                                  | Città                                                                 | In casa                                                               | Risultato                                                             | Ospiti                                                                | Competizione                                                          | Reti                                                                  | Note                                                                  |
| --------------------------------------------------------------------- | --------------------------------------------------------------------- | --------------------------------------------------------------------- | --------------------------------------------------------------------- | --------------------------------------------------------------------- | --------------------------------------------------------------------- | --------------------------------------------------------------------- | --------------------------------------------------------------------- |
| 11-10-2011                                                            | Alicante                                                              | Spagna                                                                | 3 – 1                                                                 | Scozia                                                                | Qual. Euro 2012                                                       | -                                                                     |                                                                       |
| 12-11-2011                                                            | Londra                                                                | Inghilterra                                                           | 1 – 0                                                                 | Spagna                                                                | Amichevole                                                            | -                                                                     |                                                                       |
| 29-2-2012                                                             | Malaga                                                                | Spagna                                                                | 5 – 0                                                                 | Venezuela                                                             | Amichevole                                                            | -                                                                     |                                                                       |
| 26-5-2012                                                             | San Gallo                                                             | Serbia                                                                | 0 – 2                                                                 | Spagna                                                                | Amichevole                                                            | -                                                                     | 65’                                                                   |
| 3-6-2012                                                              | Siviglia                                                              | Spagna                                                                | 1 – 0                                                                 | Cina                                                                  | Amichevole                                                            | -                                                                     |                                                                       |
| 10-6-2012                                                             | Danzica                                                               | Spagna                                                                | 1 – 1                                                                 | Italia                                                                | Euro 2012 - 1º turno                                                  | -                                                                     | 66’                                                                   |
| 14-6-2012                                                             | Danzica                                                               | Irlanda                                                               | 0 – 4                                                                 | Spagna                                                                | Euro 2012 - 1º turno                                                  | -                                                                     |                                                                       |
| 18-6-2012                                                             | Danzica                                                               | Croazia                                                               | 0 – 1                                                                 | Spagna                                                                | Euro 2012 - 1º turno                                                  | -                                                                     |                                                                       |
| 23-6-2012                                                             | Donec'k                                                               | Spagna                                                                | 2 – 0                                                                 | Francia                                                               | Euro 2012 - Quarti di finale                                          | -                                                                     |                                                                       |
| 27-6-2012                                                             | Donec'k                                                               | Spagna                                                                | 0 – 0 dts (4 – 2 dtr)                                                 | Portogallo                                                            | Euro 2012 - Semifinale                                                | -                                                                     |                                                                       |
| 1-7-2012                                                              | Kiev                                                                  | Italia                                                                | 0 – 4                                                                 | Spagna                                                                | Euro 2012 - Finale                                                    | 1                                                                     |                                                                       |
| 11-9-2012                                                             | Tbilisi                                                               | Georgia                                                               | 0 – 1                                                                 | Spagna                                                                | Qual. Mondiali 2014                                                   | -                                                                     |                                                                       |
| 12-10-2012                                                            | Minsk                                                                 | Bielorussia                                                           | 0 – 4                                                                 | Spagna                                                                | Qual. Mondiali 2014                                                   | 1                                                                     |                                                                       |
| 16-10-2012                                                            | Madrid                                                                | Spagna                                                                | 1 – 1                                                                 | Francia                                                               | Qual. Mondiali 2014                                                   | -                                                                     |                                                                       |
| 14-11-2012                                                            | Panama                                                                | Panama                                                                | 1 – 5                                                                 | Spagna                                                                | Amichevole                                                            | -                                                                     | 58’                                                                   |
| 6-2-2013                                                              | Doha                                                                  | Spagna                                                                | 3 – 1                                                                 | Uruguay                                                               | Amichevole                                                            | -                                                                     | 56’ 78’                                                               |
| 22-3-2013                                                             | Gijón                                                                 | Spagna                                                                | 1 – 1                                                                 | Finlandia                                                             | Qual. Mondiali 2014                                                   | -                                                                     |                                                                       |
| 11-6-2013                                                             | New York                                                              | Spagna                                                                | 2 – 0                                                                 | Irlanda                                                               | Amichevole                                                            | -                                                                     |                                                                       |
| 16-6-2013                                                             | Recife                                                                | Spagna                                                                | 2 – 1                                                                 | Uruguay                                                               | Conf. Cup 2013 - 1º turno                                             | -                                                                     |                                                                       |
| 23-6-2013                                                             | Fortaleza                                                             | Nigeria                                                               | 0 – 3                                                                 | Spagna                                                                | Conf. Cup 2013 - 1º turno                                             | 2                                                                     |                                                                       |
| 27-6-2013                                                             | Fortaleza                                                             | Spagna                                                                | 0 – 0 dts (7 – 6 dtr)                                                 | Italia                                                                | Conf. Cup 2013 - Semifinale                                           | -                                                                     |                                                                       |
| 30-6-2013                                                             | Rio de Janeiro                                                        | Brasile                                                               | 3 – 0                                                                 | Spagna                                                                | Conf. Cup 2013 - Finale                                               | -                                                                     |                                                                       |
| 14-8-2013                                                             | Guayaquil                                                             | Ecuador                                                               | 0 – 2                                                                 | Spagna                                                                | Amichevole                                                            | -                                                                     |                                                                       |
| 6-9-2013                                                              | Helsinki                                                              | Finlandia                                                             | 0 – 2                                                                 | Spagna                                                                | Qual. Mondiali 2014                                                   | 1                                                                     |                                                                       |
| 5-3-2014                                                              | Madrid                                                                | Spagna                                                                | 1 – 0                                                                 | Italia                                                                | Amichevole                                                            | -                                                                     |                                                                       |
| 7-6-2014                                                              | Landover                                                              | El Salvador                                                           | 0 – 2                                                                 | Spagna                                                                | Amichevole                                                            | -                                                                     |                                                                       |
| 13-6-2014                                                             | Salvador                                                              | Spagna                                                                | 1 – 5                                                                 | Paesi Bassi                                                           | Mondiali 2014 - 1º turno                                              | -                                                                     |                                                                       |
| 18-6-2014                                                             | Rio de Janeiro                                                        | Spagna                                                                | 0 – 2                                                                 | Cile                                                                  | Mondiali 2014 - 1º turno                                              | -                                                                     |                                                                       |
| 23-6-2014                                                             | Curitiba                                                              | Australia                                                             | 0 – 3                                                                 | Spagna                                                                | Mondiali 2014 - 1º turno                                              | -                                                                     |                                                                       |
| 8-9-2014                                                              | Valencia                                                              | Spagna                                                                | 5 – 1                                                                 | Macedonia                                                             | Qual. Euro 2016                                                       | -                                                                     |                                                                       |
| 9-10-2014                                                             | Žilina                                                                | Slovacchia                                                            | 2 – 1                                                                 | Spagna                                                                | Qual. Euro 2016                                                       | -                                                                     |                                                                       |
| 12-10-2014                                                            | Lussemburgo                                                           | Lussemburgo                                                           | 0 – 4                                                                 | Spagna                                                                | Qual. Euro 2016                                                       | -                                                                     |                                                                       |
| 15-11-2014                                                            | Huelva                                                                | Spagna                                                                | 3 – 0                                                                 | Bielorussia                                                           | Qual. Euro 2016                                                       | -                                                                     |                                                                       |
| 27-3-2015                                                             | Siviglia                                                              | Spagna                                                                | 1 – 0                                                                 | Ucraina                                                               | Qual. Euro 2016                                                       | -                                                                     | 78’                                                                   |
| 14-6-2015                                                             | Barysaŭ                                                               | Bielorussia                                                           | 0 – 1                                                                 | Spagna                                                                | Qual. Euro 2016                                                       | -                                                                     |                                                                       |
| 5-9-2015                                                              | Oviedo                                                                | Spagna                                                                | 2 – 0                                                                 | Slovacchia                                                            | Qual. Euro 2016                                                       | 1                                                                     |                                                                       |
| 9-10-2015                                                             | Logroño                                                               | Spagna                                                                | 4 – 0                                                                 | Lussemburgo                                                           | Qual. Euro 2016                                                       | -                                                                     |                                                                       |
| 12-10-2015                                                            | Kiev                                                                  | Ucraina                                                               | 0 – 1                                                                 | Spagna                                                                | Qual. Euro 2016                                                       | -                                                                     | 75’                                                                   |
| 13-11-2015                                                            | Alicante                                                              | Spagna                                                                | 2 – 0                                                                 | Inghilterra                                                           | Amichevole                                                            | -                                                                     |                                                                       |
| 24-3-2016                                                             | Udine                                                                 | Italia                                                                | 1 – 1                                                                 | Spagna                                                                | Amichevole                                                            | -                                                                     | 79’                                                                   |
| 27-3-2016                                                             | Cluj-Napoca                                                           | Romania                                                               | 0 – 0                                                                 | Spagna                                                                | Amichevole                                                            | -                                                                     | 73’                                                                   |
| 1-6-2016                                                              | Salisburgo                                                            | Spagna                                                                | 6 – 1                                                                 | Corea del Sud                                                         | Amichevole                                                            | -                                                                     | 46’                                                                   |
| 7-6-2016                                                              | Getafe                                                                | Spagna                                                                | 0 – 1                                                                 | Georgia                                                               | Amichevole                                                            | -                                                                     |                                                                       |
| 13-6-2016                                                             | Tolosa                                                                | Spagna                                                                | 1 – 0                                                                 | Rep. Ceca                                                             | Euro 2016 - 1º turno                                                  | -                                                                     |                                                                       |
| 17-6-2016                                                             | Nizza                                                                 | Spagna                                                                | 3 – 0                                                                 | Turchia                                                               | Euro 2016 - 1º turno                                                  | -                                                                     | 81’                                                                   |
| 21-6-2016                                                             | Bordeaux                                                              | Croazia                                                               | 2 – 1                                                                 | Spagna                                                                | Euro 2016 - 1º turno                                                  | -                                                                     |                                                                       |
| 27-6-2016                                                             | Saint-Denis                                                           | Italia                                                                | 2 – 0                                                                 | Spagna                                                                | Euro 2016 - Ottavi di finale                                          | -                                                                     | 89’                                                                   |
| 1-9-2016                                                              | Bruxelles                                                             | Belgio                                                                | 0 – 2                                                                 | Spagna                                                                | Amichevole                                                            | -                                                                     | 59’                                                                   |
| 5-9-2016                                                              | León                                                                  | Spagna                                                                | 8 – 0                                                                 | Liechtenstein                                                         | Qual. Mondiali 2018                                                   | -                                                                     |                                                                       |
| 6-10-2016                                                             | Torino                                                                | Italia                                                                | 1 – 1                                                                 | Spagna                                                                | Qual. Mondiali 2018                                                   | -                                                                     | 68’                                                                   |
| 24-3-2017                                                             | Gijón                                                                 | Spagna                                                                | 4 – 1                                                                 | Israele                                                               | Qual. Mondiali 2018                                                   | -                                                                     |                                                                       |
| 28-3-2017                                                             | Saint-Denis                                                           | Francia                                                               | 0 – 2                                                                 | Spagna                                                                | Amichevole                                                            | -                                                                     | 86’                                                                   |
| 7-6-2017                                                              | Murcia                                                                | Spagna                                                                | 2 – 2                                                                 | Colombia                                                              | Amichevole                                                            | -                                                                     | 31’ 46’                                                               |
| 11-6-2017                                                             | Skopje                                                                | Macedonia                                                             | 1 – 2                                                                 | Spagna                                                                | Qual. Mondiali 2018                                                   | -                                                                     | 72’                                                                   |
| 2-9-2017                                                              | Madrid                                                                | Spagna                                                                | 3 – 0                                                                 | Italia                                                                | Qual. Mondiali 2018                                                   | -                                                                     |                                                                       |
| 6-10-2017                                                             | Alicante                                                              | Spagna                                                                | 3 – 0                                                                 | Albania                                                               | Qual. Mondiali 2018                                                   | -                                                                     |                                                                       |
| 11-11-2017                                                            | Malaga                                                                | Spagna                                                                | 5 – 0                                                                 | Costa Rica                                                            | Amichevole                                                            | 1                                                                     |                                                                       |
| 14-11-2017                                                            | San Pietroburgo                                                       | Russia                                                                | 3 – 3                                                                 | Spagna                                                                | Amichevole                                                            | 1                                                                     | 46’                                                                   |
| 23-3-2018                                                             | Düsseldorf                                                            | Germania                                                              | 1 – 1                                                                 | Spagna                                                                | Amichevole                                                            | -                                                                     |                                                                       |
| 27-3-2018                                                             | Madrid                                                                | Spagna                                                                | 6 – 1                                                                 | Argentina                                                             | Amichevole                                                            | 1                                                                     | 79’                                                                   |
| 3-6-2018                                                              | Vila-real                                                             | Spagna                                                                | 1 – 1                                                                 | Svizzera                                                              | Amichevole                                                            | -                                                                     | 78’                                                                   |
| 9-6-2018                                                              | Krasnodar                                                             | Tunisia                                                               | 0 – 1                                                                 | Spagna                                                                | Amichevole                                                            | -                                                                     | 76’                                                                   |
| 15-6-2018                                                             | Soči                                                                  | Portogallo                                                            | 3 – 3                                                                 | Spagna                                                                | Mondiali 2018 - 1º turno                                              | -                                                                     |                                                                       |
| 20-6-2018                                                             | Kazan'                                                                | Iran                                                                  | 0 – 1                                                                 | Spagna                                                                | Mondiali 2018 - 1º turno                                              | -                                                                     |                                                                       |
| 25-6-2018                                                             | Kaliningrad                                                           | Spagna                                                                | 2 – 2                                                                 | Marocco                                                               | Mondiali 2018 - 1º turno                                              | -                                                                     |                                                                       |
| 1-7-2018                                                              | Mosca                                                                 | Spagna                                                                | 1 – 1 dts (3 – 4 dtr)                                                 | Russia                                                                | Mondiali 2018 - Ottavi di finale                                      | -                                                                     |                                                                       |
| 15-11-2018                                                            | Zagabria                                                              | Croazia                                                               | 3 – 2                                                                 | Spagna                                                                | UEFA Nations League 2018-2019 - 1º turno                              | -                                                                     |                                                                       |
| 23-3-2019                                                             | Valencia                                                              | Spagna                                                                | 2 – 1                                                                 | Norvegia                                                              | Qual. Euro 2020                                                       | -                                                                     |                                                                       |
| 10-6-2019                                                             | Madrid                                                                | Spagna                                                                | 3 – 0                                                                 | Svezia                                                                | Qual. Euro 2020                                                       | -                                                                     | 24’                                                                   |
| 5-9-2019                                                              | Bucarest                                                              | Romania                                                               | 1 – 2                                                                 | Spagna                                                                | Qual. Euro 2020                                                       | -                                                                     |                                                                       |
| 28-3-2021                                                             | Tbilisi                                                               | Georgia                                                               | 1 – 2                                                                 | Spagna                                                                | Qual. Mondiali 2022                                                   | -                                                                     |                                                                       |
| 31-3-2021                                                             | Siviglia                                                              | Spagna                                                                | 3 – 1                                                                 | Kosovo                                                                | Qual. Mondiali 2022                                                   | -                                                                     |                                                                       |
| 14-6-2021                                                             | Siviglia                                                              | Spagna                                                                | 0 – 0                                                                 | Svezia                                                                | Euro 2020 - 1º turno                                                  | -                                                                     | cap.                                                                  |
| 19-6-2021                                                             | Siviglia                                                              | Spagna                                                                | 1 – 1                                                                 | Polonia                                                               | Euro 2020 - 1º turno                                                  | -                                                                     | cap.                                                                  |
| 23-6-2021                                                             | Siviglia                                                              | Slovacchia                                                            | 0 – 5                                                                 | Spagna                                                                | Euro 2020 - 1º turno                                                  | -                                                                     | 60’                                                                   |
| 28-6-2021                                                             | Copenaghen                                                            | Croazia                                                               | 3 – 5 dts                                                             | Spagna                                                                | Euro 2020 - Ottavi di finale                                          | -                                                                     | 77’                                                                   |
| 2-7-2021                                                              | San Pietroburgo                                                       | Svizzera                                                              | 1 – 1 dts (1 – 3 dtr)                                                 | Spagna                                                                | Euro 2020 - Quarti di finale                                          | -                                                                     |                                                                       |
| 6-7-2021                                                              | Londra                                                                | Italia                                                                | 1 – 1 dts (4 – 2 dtr)                                                 | Spagna                                                                | Euro 2020 - Semifinale                                                | -                                                                     |                                                                       |
| 2-9-2021                                                              | Solna                                                                 | Svezia                                                                | 2 – 1                                                                 | Spagna                                                                | Qual. Mondiali 2022                                                   | -                                                                     | 35’                                                                   |
| 14-11-2021                                                            | Siviglia                                                              | Spagna                                                                | 1 – 0                                                                 | Svezia                                                                | Qual. Mondiali 2022                                                   | -                                                                     |                                                                       |
| 26-3-2022                                                             | Cornellà de Llobregat                                                 | Spagna                                                                | 2 – 1                                                                 | Albania                                                               | Amichevole                                                            | -                                                                     | 64’                                                                   |
| 29-3-2022                                                             | La Coruña                                                             | Spagna                                                                | 5 – 0                                                                 | Islanda                                                               | Amichevole                                                            | -                                                                     | Cap. 58’                                                              |
| 2-6-2022                                                              | Siviglia                                                              | Spagna                                                                | 1 – 1                                                                 | Portogallo                                                            | UEFA Nations League 2022-2023 - 1º turno                              | -                                                                     |                                                                       |
| 9-6-2022                                                              | Lancy                                                                 | Svizzera                                                              | 0 – 1                                                                 | Spagna                                                                | UEFA Nations League 2022-2023 - 1º turno                              | -                                                                     |                                                                       |
| 12-6-2022                                                             | Malaga                                                                | Spagna                                                                | 2 – 0                                                                 | Rep. Ceca                                                             | UEFA Nations League 2022-2023 - 1º turno                              | -                                                                     | 78’                                                                   |
| 24-9-2022                                                             | Saragozza                                                             | Spagna                                                                | 1 – 2                                                                 | Svizzera                                                              | UEFA Nations League 2022-2023 - 1º turno                              | 1                                                                     |                                                                       |
| 17-11-2022                                                            | Amman                                                                 | Giordania                                                             | 1 – 3                                                                 | Spagna                                                                | Amichevole                                                            | -                                                                     | 58’                                                                   |
| 23-11-2022                                                            | Doha                                                                  | Spagna                                                                | 7 – 0                                                                 | Costa Rica                                                            | Mondiali 2022 - 1º turno                                              | -                                                                     | 64’                                                                   |
| 27-11-2022                                                            | Al Khor                                                               | Spagna                                                                | 1 – 1                                                                 | Germania                                                              | Mondiali 2022 - 1º turno                                              | -                                                                     | 82’                                                                   |
| 1-12-2022                                                             | Al Rayyan                                                             | Giappone                                                              | 2 – 1                                                                 | Spagna                                                                | Mondiali 2022 - 1º turno                                              | -                                                                     | 68’                                                                   |
| 6-12-2022                                                             | Al Rayyan                                                             | Marocco                                                               | 0 – 0 dts (3 – 0 dtr)                                                 | Spagna                                                                | Mondiali 2022 - Ottavi di finale                                      | -                                                                     | 98’                                                                   |
| 15-6-2023                                                             | Enschede                                                              | Spagna                                                                | 2 – 1                                                                 | Italia                                                                | UEFA Nations League 2022-2023 - Semifinale                            | -                                                                     | Cap. 45+1’                                                            |
| 18-6-2023                                                             | Rotterdam                                                             | Croazia                                                               | 0 – 0 dts (4 – 5 dtr)                                                 | Spagna                                                                | UEFA Nations League 2022-2023 - Finale                                | -                                                                     | Cap.                                                                  |
| Totale                                                                |                                                                       | Presenze                                                              | 93                                                                    |                                                                       | Reti                                                                  | 9                                                                     |                                                                       |

## Palmarès

### Club

#### Competizioni nazionali
- Campionato spagnolo: 6

Barcellona: 2012-2013, 2014-2015, 2015-2016, 2017-2018, 2018-2019, 2022-2023
- Supercoppa di Spagna: 4

Barcellona: 2013, 2016, 2018, 2023
- Coppa di Spagna: 5

Barcellona: 2014-2015, 2015-2016, 2016-2017, 2017-2018, 2020-2021
- MLS Supporters' Shield: 1

Inter Miami: 2024

#### Competizioni internazionali
- UEFA Champions League: 1

Barcellona: 2014-2015
- Supercoppa UEFA: 1

Barcellona: 2015
- Coppa del mondo per club: 1

Barcellona: 2015
- Leagues Cup: 1

Inter Miami: 2023

### Nazionale
- Giochi del Mediterraneo: 1

 Pescara 2009
- Campionato d'Europa: 1

Polonia-Ucraina 2012
- UEFA Nations League: 1

2022-2023

### Individuale
- Europei Top 11: 1

Polonia-Ucraina 2012
- Squadra della stagione della UEFA Champions League: 1

2014-2015
- Squadra ideale della Liga: 1

2014-2015
- MLS Best XI: 1

2024